# 1965 en Palestine
Chronologie de la Palestine
- 1961
- 1962
- 1963
- 1964
- 1965
- 1966
- 1967
- 1968
- 1969

Cette page concerne les évènements survenus en 1965 en Palestine :

## Évènements
- Occupation de la bande de Gaza par l'Égypte (de 1959 à 1967).
- Découverte de la synagogue de Gaza, suite à des fouilles. Elle date de 508–509 selon une mosaïque.
- 1er janvier : Le Fatah déclenche la lutte armée contre l'État israélien en lançant des opérations de sabotage et de guérilla au nom de sa branche armée al-Assifa (« la tempête »). Il s'agit de la première opération militaire du Fatah[1].
  - Tentative de sabotage de l'Aqueduc national d'Israël[2].

## Création
- Stade international de Dura (en).
- Union générale des femmes palestiniennes

## Naissances
- Dhafer Melhem (ar), président de l'Autorité palestinienne de l'énergie (2017-).
- Khouloud Douaibess, femme politique palestinienne, ministre du tourisme et de la condition féminine de l'État de Palestine dans le Gouvernement Salam Fayyad de juin 2007.

## Décès
- ʿUmar al-Salih Barghuti (ar), personnalité politique et écrivain palestino-jordanien.